# 张根恒
张根恒，武警少将警衔，副军级，曾任中国人民武装警察部队新疆边防总队政治委员、新疆公安边防总队总队长。
2015年11月，经公安部党委批准，公安部纪委、驻部监察局对张根恒严重违纪问题进行了立案审查。经查，张根恒严重违反组织纪律、廉洁纪律，并涉嫌犯罪。依据《中国共产党纪律处分条例》等有关规定，经公安部纪委全委会审议并报公安部党委批准，决定给予张根恒开除党籍、开除军籍处分；涉嫌犯罪问题、线索移送司法机关依法处理。